# Termosprega
Termospreg je elektronski uređaj koji konvertuje toplotnu energiju u električnu energiju. Sastoji se od nekoliko termoparova povezanih uglavnom serijski ili, ređe, paralelno.
Termosprega ne reaguje na apsolutnu temperaturu, već generiše izlazni napon proporcionalan lokalnoj temperaturnoj razlici odnosno temperaturnom gradientu.
Termosprege se koriste da obezbede izlaz (napon) kao dogovor na temperaturu, kao deo uređaja za merenje temperature, kao npr infracrveni termometri se u svetu naširoko koriste u medicini za merenje telesne temperature. Takođe se dosta koriste u senzorima toplotnog fluksa (npr Molova termosprega ili Eplijev pireliometar) i kao osigurači na gasnim plamenicima. Izlaz termosprege je obično u opsegu desetina ili stotina milivolti. Pored toga što pojačava signal, uređaj se može koristiti i za određivanje prosečne prostorne raspodele temperature.
Termosprege se još koriste i da proizvedu električnu energiju, npr, od toplote električnih komponeni, solarnog vetra, radioaktivnih materijala, ili sagorevanja. Proces predstavlja primer Peltierovog Efekta (prenos toplote pomoću električne energije) pošto proces prenosi toplotu sa vrućih ka hladnim čvorovima.

## Spoljašnje veze
- Muzej Retro Tehnologije: Termo-Električni generatori
- TPA81 Termosprega detektor